# Пак Чісон
Пак Чісон (Хангиль: 박지성, Ханча: 朴智星, нар. 25 лютого 1981) — південнокорейський футболіст, атакувальний півзахисник.
Посол молодіжного чемпіонату світу 2017 року.

## Досягнення

### Командні
- Переможець 2-го дивізіону Японії (1):

Кіото Санга: 2001
- Володар Кубка Імператора (1):

Кіото Санга: 2002
- Володар Суперкубка Нідерландів (1):

ПСВ: 2003
- Чемпіон Нідерландів (1):

ПСВ: 2004-05
- Володар Кубка Нідерландів (1):

ПСВ: 2004-05
- Чемпіон Англії (4):

«Манчестер Юнайтед»: 2006-07, 2007-08, 2008-09, 2010-11
- Володар Кубка Футбольної ліги (3):

«Манчестер Юнайтед»: 2005-06, 2008-09, 2009-10
- Володар Суперкубка Англії (4):

«Манчестер Юнайтед»: 2007, 2008, 2010, 2011
- Переможець Ліги чемпіонів УЄФА (1):

«Манчестер Юнайтед»: 2007-08
- Чемпіон світу серед клубів (1):

«Манчестер Юнайтед»: 2008

### Збірні
- 4-е місце на Чемпіонаті світу 2002 року
- Бронзовий призер Кубка Азії: 2000, 2011

### Індивідуальні
- Найкращий півзахисник Прем'єр-Ліги (за версією «Kicker»): 2006
- Найкращий азійський футболіст в Європі: 2007